# Cidades imperiais de Marrocos
Cidades imperiais é a designação dada às quatro cidades de Marrocos que foram capitais das antigas dinastias reinantes daquele país do Norte de África, que seguiram o adágio do historiador medieval tunisino ibne Caldune «a grande rei, grande cidade».
As cidades imperais são as seguintes:
- Fez — fundada pelo califa idríssida Idris I em 789;
- Marraquexe — fundada pelo emir almorávida Iúçufe ibne Taxufine em 1062;
- Rabate — fundada pelo califa almóada Abde Almumine em 1150;
- Mequinez (Meknès) — fundada pelo sultão alauita Mulei Ismail em 1672.